# Jane Fonda
Jane Fonda, född 21 december 1937 i New York, är en amerikansk skådespelare, politisk aktivist, feminist och författare. Hon är dotter till Henry Fonda, syster till Peter Fonda och faster till Bridget Fonda. Fonda filmdebuterade 1960 i den romantiska komedin Flickor gillar långa killar. Under 1960-talet syntes hon i filmer som Cat Ballou skjuter skarpt (1965) och Barbarella (1968), och bland senare filmer märks Kinasyndromet (1979), 9 till 5 (1980) och The Butler (2013). Mellan 2015 och 2022 medverkade hon i Netflix komediserie Grace and Frankie.

## Biografi
Fonda hade småroller i skolpjäser men var egentligen inte alls intresserad av skådespeleri. I tonåren for hon till Paris för att studera konst. Tillbaka i USA började hon en karriär som fotomodell och var på omslaget till tidskriften Vogue två gånger.
År 1958 träffade hon Lee Strasberg och började studera vid dennes berömda teaterskola i New York, och helt plötsligt ville hon mer än allt annat bli skådespelare. Hon gjorde debut på såväl Broadway som i Hollywood 1960. 1965 gifte hon sig med den franske filmregissören Roger Vadim, som försökte göra henne till sexsymbol och en ny Brigitte Bardot, bland annat i filmen Barbarella (1968). Filmen blev trots blandad kritik en kassasuccé. Likaså satte han upp den beryktade amerikanska musikalen "Calcutta" med Jane Fonda i nakenscener på en teater i Paris hösten 1969.

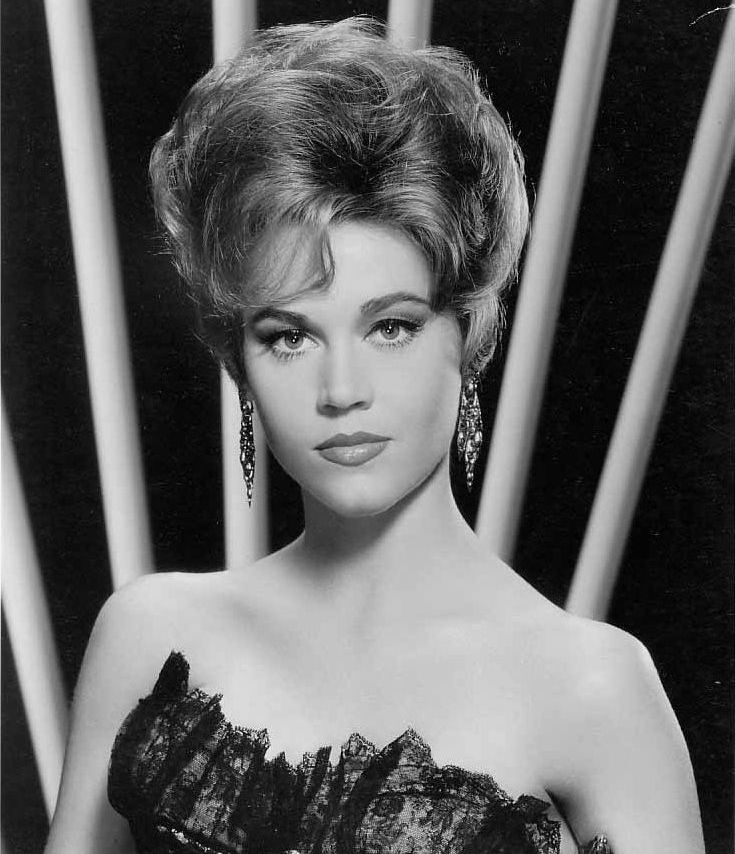
Jane Fonda 1963.

I slutet på 1960-talet återvände Fonda till USA, där hon började engagera sig politiskt och kom i trångmål med myndigheterna på grund av att hon stödde Svarta pantrarna och Amerikas ursprungsbefolkning. Hon var stark motståndare till Vietnamkriget, och tillsammans med skådespelaren Donald Sutherland bildade hon Anti-War Troup och trotsade Pentagon genom att resa runt till olika militärförläggningar. Hon poserade 1972 på en nordvietnamesisk luftvärnskanon, något som hon senare beskrivit som "den största missbedömning som jag överhuvudtaget kan föreställa mig".
År 1972 erhöll Jane Fonda en Oscar för sin roll i filmen Klute – en smart snut.
1973 skilde hon sig från Roger Vadim och ingick äktenskap med den militante krigsmotståndaren Tom Hayden. De producerade tillsammans dokumentären Introduction to the Enemy 1974, som handlade om hennes mycket kontroversiella resa till Nordvietnam.
Fonda Oscarsbelönades igen 1978 för sin roll i Hemkomsten och var under många år en av de mest efterfrågade karaktärsskådespelerskorna.
På 1980-talet blev hon hälso- och gympaprofet och startade en modefluga - aerobics - samt gav ut böcker om hälsa och skönhet, som till exempel Jane Fonda's Workout Book.
År 2005 utkom hennes självbiografi Mitt liv så här långt (My Life So Far; svensk översättning Carla Wiberg) och hon har fortsatt vara politiskt aktiv, bland annat genom att stödja Feministiskt initiativ. Fonda har efter 2010 agerat mer i lustfyllda TV-serier än i långfilmer. Hon är fortfarande flitigt intervjuad av världspressen, vilket ger eko även i svensk press, då hon talar om kroppsträning, sex, författarskap, klimatkrisen, feminism, aktivism, nya filmprojekt samt att hon ofta från karriären avslöjar fler små detaljer, som inte togs upp i självbiografin.
Fonda skilde sig från Tom Hayden 1990 och året därpå gifte hon om sig med affärsmannen och mediemogulen Ted Turner. Även äktenskapet med Turner slutade i skilsmässa år 2001. Tillsammans med Vadim fick hon dottern Vanessa (f. 1968), medan hon fick sonen Troy (f. 1972) med Hayden.

## Filmografi i urval
- 1960 – Flickor gillar långa killar
- 1962 – Vilse i lustgården
- 1963 – En söndag i New York
- 1964 – Kärlekskarusellen
- 1965 – Cat Ballou skjuter skarpt
- 1966 – Alltid på en onsdag
- 1966 – Den djävulska jakten
- 1967 – Barfota i parken
- 1968 – Barbarella
- 1970 – När man skjuter hästar så...
- 1971 – Klute – en smart snut
- 1973 – Ett dockhem
- 1977 – Julia
- 1977 – Vad sägs om ett litet rån?
- 1978 – Hemkomsten
- 1978 – California Suite
- 1979 – Den självlysande ryttaren
- 1979 – Kinasyndromet
- 1980 – 9 till 5
- 1981 – Sista sommaren
- 1985 – Agnes av Gud
- 1986 – Mellan midnatt och gryning
- 1989 – Old Gringo
- 1990 – Stanley & Iris
- 2005 – Monster till svärmor
- 2007 – Georgia Rule
- 2012–2014 – The Newsroom (TV-serie)
- 2013 – The Butler
- 2015–2022 – Grace and Frankie (TV-serie)
- 2017 – Our Souls at Night
- 2018 – Women Make Film (TV-serie)
- 2023 – Ruby – Havsmonstret (röst)
- 2023 – Book Club: The Next Chapter